# Południowa Afryka na Zimowych Igrzyskach Paraolimpijskich 1998
Południową Afrykę na Zimowych Igrzyskach Olimpijskich 1998 reprezentował 1 zawodnik w narciarstwie alpejskim. Nie zdobył on medalu dla swego kraju.

## Narciarstwo alpejskie

### Mężczyźni

#### Osoby stojące
| Zawodnik     | Konkurencja         | Czas rzeczywisty | Przelicznik czasu | Czas końcowy | Pozycja | Źródło |
| ------------ | ------------------- | ---------------- | ----------------- | ------------ | ------- | ------ |
| David Warner | Zjazd (LW2)         | 1:24.18          | 0.9414504         | 1:19.25      | 25.     | [ 1 ]  |
| David Warner | Slalom Gigant (LW2) | 3:26.10          | 0.9165723         | 3:08.90      | 19.     | [ 2 ]  |
| David Warner | Supergigant (LW2)   | 1:33.56          | 0.9151208         | 1:25.61      | 21.     | [ 3 ]  |
| David Warner | Slalom (LW2)        | 2:21.57          | 1.0000000         | 2:21.57      | 20.     | [ 4 ]  |